# Wytyczne techniczne G-3.2
Wytyczne techniczne G-3.2 – archiwalne wytyczne, zbiór zasad technicznych dotyczących wykonywania prac geodezyjnych w Polsce związanych z pomiarami realizacyjnymi, wprowadzony zaleceniem Dyrektora Biura Rozwoju Nauki i Techniki Andrzeja Zglińskiego z 14 stycznia 1983 w sprawie stosowania wytycznych technicznych "G-3.2 Pomiary realizacyjne".
Wytyczne G-3.2 zostały znowelizowane wytycznymi technicznymi G-3.1 : 2007 "Pomiary i opracowania realizacyjne" i stanowiły uzupełnienie instrukcji technicznej G-3 będącej do 8 czerwca 2012 standardem technicznym w geodezji.
Zasady określone tymi wytycznymi zostały wprowadzone w celu ujednolicenia prac związanych z wykonywaniem geodezyjnych pomiarów realizacyjnych w ramach geodezyjnej obsługi inwestycji. Ostatnim obowiązującym wydaniem było wydanie II z 1987 opracowane w Instytucie Geodezji i Kartografii Głównego Urzędu Geodezji i Kartografii (przy wykorzystaniu prac wykonanych przez OPGK w Katowicach, Politechnikę Rzeszowską, PPGK, OPGK w Warszawie i WSI w Opolu) przez zespół w składzie: Bogdan Ney, Wojciech Janusz, Krzysztof Kuczera przy konsultacji Jana Śliwki.
Asortymenty pomiarów realizacyjnych:
1. geodezyjne opracowanie planu realizacyjnego oraz projektów obiektów budowlanych
2. tyczenie lokalizacyjne obiektów budowlanych
3. tyczenie szczegółów
4. pomiary kontrolne
5. pomiary przemieszczeń i odkształceń podczas budowy
6. pomiary powykonawcze

Zasady techniczne wytycznych regulują:
- zakres pomiarów realizacyjnych
- zasady ustalania dokładności pomiarów
- ogólne zasady organizacyjne
- geodezyjne opracowanie planu realizacyjnego
- geodezyjne opracowanie projektów obiektów budowlanych
- metody tyczenia lokalizującego
- obsługę budowy i montażu
- pomiary kontrolne

W postaci załączników do wytycznych przedstawiono:
- zestawienie prac geodezyjnych wykonywanych przy realizacji inwestycji
- tablicę dopuszczalnych odchyłek budowlano-montażowych oraz błędów granicznych dla obiektów halowych o konstrukcji szkieletowej i żelbetowej
- tablicę dopuszczalnych odchyłek budowlano-montażowych oraz błędów granicznych pomiarów geodezyjnych dla konstrukcji stalowych i żelbetowych
- dokładności pomiarów realizacyjnych
- szkic dokumentacyjny
- szkic tyczenia
- schemat organizacyjny robót kompleksowej obsługi geodezyjnej inwestycji przemysłowych

Ramowy podział czynności geodezyjnych wykonywanych w czasie realizacji inwestycji znajduje się w wytycznych G-3.1 : 2007 "Pomiary i opracowania realizacyjne".